# Мебел стил
„Мебел стил“ ООД е компания за производство на мебели в гр. Търговище, България.
Основана е през 1994 година от инж. Илко Илиев и брат му Павлин Илиев.
Предприятието е специализирано в производството на тапицирана (мека) мебел и матраци. Фирмата работи и за вътрешния пазар, и за износ, като 45% от продукцията се изнася за общо над 20 държави на 4 континента, между които Франция, Италия, Гърция, Румъния, Израел, Хърватска, Алжир, Мароко и други. В дружеството към ноември 2019 година работят 682 души. Фирмата притежава два три модерно оборудвани завода в гр. Търговище, в с. Макариополско (14 км от Търговище) и в град Попово (35 км от Търговище).
На 9 май 2008 година се открива официално завод 1 на фирмата . На 16 октомври 2015 е открит вторият завод на дружеството. На 20 октомври 2017 година Президентът на Република България, г-н Румен Радев, открива третия завод на предприятието.
„Мебел Стил“ ООД е отличена от Българската стопанска камара в категория „Инициатива“ за принос в развитието на българската икономика през 2007 г.. Защитила е изискванията на стандартите ISO 9001:2008, ISO 14001:2004, OHSAS 18001:2007.